# Kokkedal
Kokkedal är huvudort i Fredensborgs kommun i Danmark. Orten har 9 585 invånare (2011) och ligger några kilometer från Öresund, längs järnvägen Kystbanen, knappt 30 km norr om Köpenhamn. Kokkedal ingår i tätorten Hørsholm och präglas av villor och flerbostadshus byggda efter kommunreformen 1970.

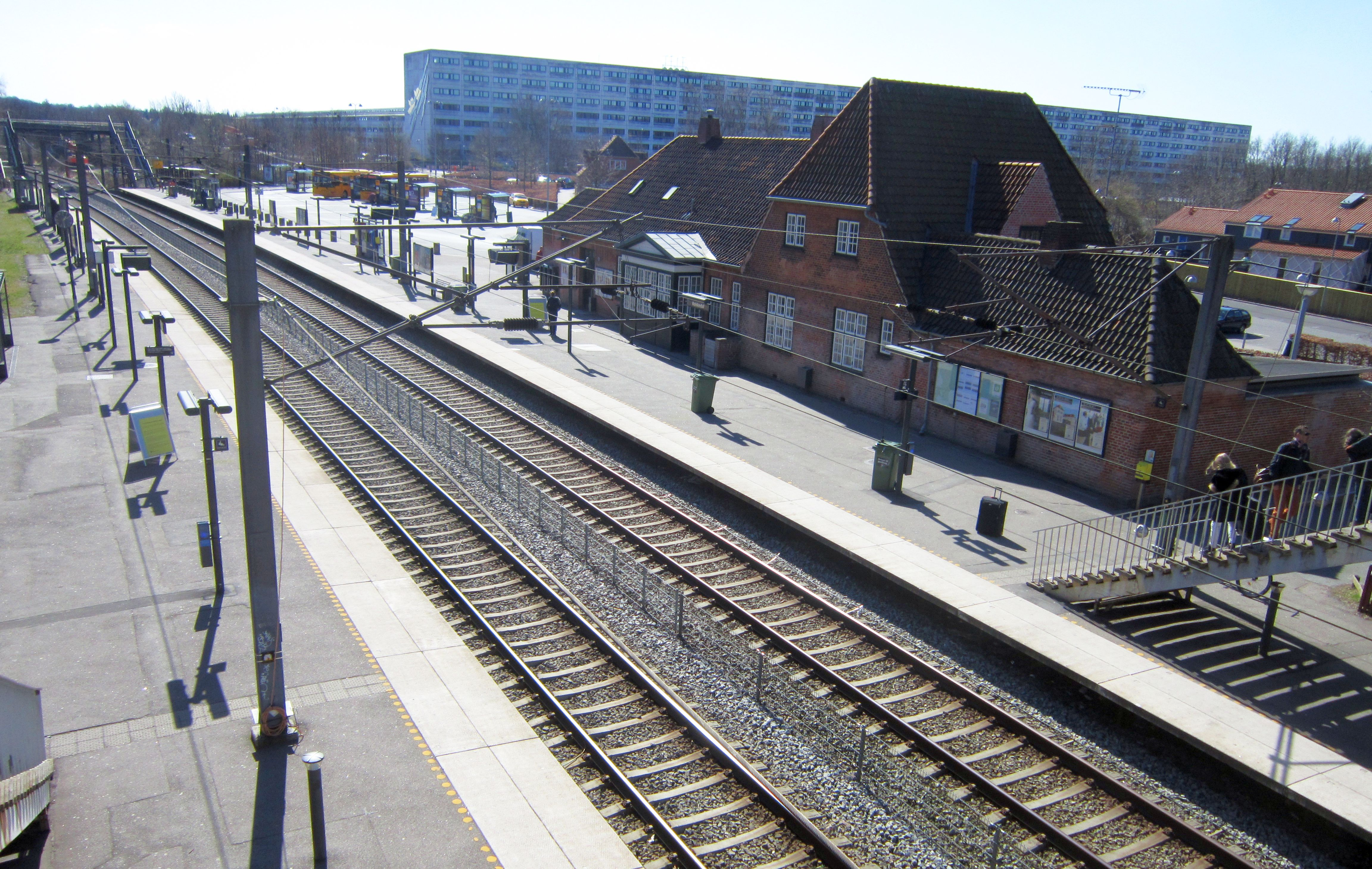
Kokkedal station.

Kokkedal låg före kommunreformen 2007 i Karlebo kommun. Orten är namngiven efter Kokkedals slott.